# Azat Nurgaliev
Azat Nurgaliev (en russe : Азат Нургалиев), né le 30 juin 1986 à Chimkent au Kazakhstan, est un footballeur international kazakh.
Il évolue actuellement au poste de milieu avec le club du Tobol Kostanaï.

## Biographie

### Sélection
Le 2 avril 2009, il est appelé pour la première fois en équipe du Kazakhstan par Bernd Storck pour un match des éliminatoires de la Coupe du monde 2010 contre la Biélorussie (défaite 1-5). Il entre en jeu à la place de Ruslan Baltiev à la 81e minute de jeu.
Il compte 15 sélections et 0 but avec l'équipe du Kazakhstan depuis 2009.

## Palmarès

### En club
Tobol Kostanaï
- Champion du Kazakhstan en 2010 et 2021.
- Vainqueur de la Coupe du Kazakhstan en 2007.
- Vainqueur de la Supercoupe du Kazakhstan en 2021.

 Ordabasy Chimkent
- Vainqueur de la Coupe du Kazakhstan en 2011.

 FK Astana
- Champion du Kazakhstan en 2016.
- Vainqueur de la Coupe du Kazakhstan en 2016.

## Statistiques

### Statistiques en club
| Saison                | Club                  | Championnat           | Championnat | Championnat | Coupe(s) nationale(s) | Coupe(s) nationale(s) | Compétition(s) continentale(s) | Compétition(s) continentale(s) | Compétition(s) continentale(s) | Kazakhstan | Kazakhstan | Total | Total |
| Saison                | Club                  | Division              | M.          | B.          | M.                    | B.                    | Comp.                          | M.                             | B.                             | M.         | B.         | M.    | B.    |
| 2004                  | Ordabasy Chymkent     | Premier-Liga          | 20          | 1           | -                     | -                     | -                              | -                              | -                              | -          | -          | 20    | 1     |
| 2005                  | Ordabasy Chymkent     | Premier-Liga          | 26          | 0           | -                     | -                     | -                              | -                              | -                              | -          | -          | 26    | 0     |
| 2006                  | Tobol Kostanaï        | Premier-Liga          | 26          | 2           | -                     | -                     | C3                             | 2                              | 0                              | -          | -          | 28    | 2     |
| 2007                  | Tobol Kostanaï        | Premier-Liga          | 28          | 2           | -                     | -                     | CI+C3                          | 6+2                            | 0+0                            | -          | -          | 36    | 2     |
| 2008                  | Tobol Kostanaï        | Premier-Liga          | 20          | 8           | -                     | -                     | C3                             | 2                              | 0                              | -          | -          | 22    | 8     |
| 2009                  | Tobol Kostanaï        | Premier-Liga          | 23          | 5           | -                     | -                     | C3                             | 2                              | 0                              | 3          | 0          | 28    | 5     |
| 2010                  | Tobol Kostanaï        | Premier-Liga          | 26          | 3           | -                     | -                     | C3                             | 2                              | 0                              | 6          | 0          | 34    | 3     |
| 2011                  | Ordabasy Chymkent     | Premier-Liga          | 29          | 3           | 5                     | 0                     | -                              | -                              | -                              | 3          | 0          | 37    | 3     |
| 2012                  | Zhetysu Taldykorgan   | Premier-Liga          | 9           | 4           | -                     | -                     | -                              | -                              | -                              | -          | -          | 9     | 4     |
| 2012                  | Sunkar Kaskelen       | Premier-Liga          | 9           | 2           | -                     | -                     | -                              | -                              | -                              | 2          | 0          | 11    | 2     |
| 2013                  | Ordabasy Chymkent     | Premier-Liga          | 23          | 3           | 1                     | 0                     | -                              | -                              | -                              | 1          | 0          | 25    | 3     |
| Total sur la carrière | Total sur la carrière | Total sur la carrière | 239         | 33          | 6                     | 0                     | -                              | 16                             | 0                              | 15         | 0          | 276   | 33    |